# Kevin Méndez
Alán Kevin Méndez Olivera mais conhecido como Kevin Méndez, (Trinidad, 10 de janeiro de 1996), é um futebolista uruguaio que atua como Ponta de lança ou  Ponta-direita. Atualmente defende o Defensor Sporting.

## Carreira
Começou a carreira de jogador em 2013 no Peñarol. O atleta tem passagens pelo Perugia e Viterbese, da Itália, Peñarol, do Uruguai, e Lausanne-Sport, da Suíça.